# Henryk Słowikowski
Henryk Słowikowski (ur. 16 czerwca 1910 w Myszkowie, zm. 15 grudnia 1975 w Ottawie) – polski dyplomata i urzędnik konsularny.

## Życiorys
Syn Władysława. Pełnił szereg funkcji w polskiej służbie zagranicznej, m.in. pracownika kontraktowego i praktykanta w Konsulacie Generalnym w Kijowie (1937–1939). Aresztowany przez NKWD i więziony w Szepietówce i Kijowie. Pracownik Biura Rekrutacyjnego w Paryżu (1940). Następnie w Armii polskiej we Francji i w Anglii (1940–1941) oraz attaché Ambasady RP w Rosji (1941–1942) i jednocześnie delegat Ambasady RP w Czelabińsku (1942), zastępca kierownika Wydz. Opieki Ambasady RP z siedzibą w Kujbyszewie (1942). Aresztowany tamże i wydalony z ZSRR. MSZ wysłało go w randze attaché jako p.o. sekretarza do Poselstwa w Bagdadzie (1942–1945), którą to pracę kontynuował w charakterze kier. Polskiego Biura Opieki przy Ambasadzie Brytyjskiej w Bagdadzie (1945–1946). Był też członkiem Polskiego Instytutu Naukowego w Libanie (1946–1949). Od 1952 przebywał w Ottawie i tamże został pochowany 18 grudnia 1975.